# Campeonato de Primera División 2022 (Argentina)
El Campeonato de Primera División 2022, llamado «Torneo Binance 2022» por motivos de patrocinio, también conocido como Liga Profesional 2022, fue la nonagésima sexta temporada y el centésimo trigésimo séptimo torneo de la era profesional de la Primera División del fútbol argentino, y el segundo organizado por la Liga Profesional, órgano interno de la Asociación del Fútbol Argentino. 
Los nuevos participantes fueron los dos equipos ascendidos de la Primera Nacional 2021: Tigre, que regresó tras su última participación en la temporada 2018-19, y Barracas Central, que volvió a la categoría, luego de haber participado entre 1920 y 1934.
Consagró campeón al Club Atlético Boca Juniors, que obtuvo su trigésimo quinto título, vigésimo noveno de la era profesional, bajo la dirección técnica de Sebastián Battaglia en los primeros 6 partidos y de Hugo Ibarra en los 21 encuentros restantes.
Boca Juniors clasificó, así, a la Copa Libertadores 2023 y disputó la Supercopa Argentina 2022 y el Trofeo de Campeones 2022. Además, el subcampeón Racing Club clasificó para jugar un partido eliminatorio con el Club Atlético Tigre, subcampeón de la Copa de la Liga 2022, en el marco del Trofeo de Campeones. 
Al concluir el torneo, se produjeron dos descensos, por el sistema de promedios, a la Primera Nacional, y se definieron las clasificaciones a la Copa Libertadores 2023 y la Copa Sudamericana 2023.

## Ascensos y descensos
| Pos.          | Equipos ascendidos de la Primera Nacional 2021 |
| ------------- | ---------------------------------------------- |
| Campeón       | Tigre                                          |
| Gan. 2.º asc. | Barracas Central                               |

| Equipos descendidos de la temporada 2021 |
| ---------------------------------------- |
| No hubo                                  |

- De esta manera, el número de equipos participantes aumentó a 28.

## Equipos participantes
| Equipo             | Ciudad                | Estadio                                                               | Capacidad           |
| ------------------ | --------------------- | --------------------------------------------------------------------- | ------------------- |
| Aldosivi           | Mar del Plata         | José María Minella                                                    | 35 180              |
| Argentinos Juniors | Buenos Aires          | Diego Armando Maradona                                                | 26 000              |
| Arsenal            | Sarandí               | Julio Humberto Grondona                                               | 16 300              |
| Atlético Tucumán   | San Miguel de Tucumán | Monumental José Fierro                                                | 35 200              |
| Banfield           | Banfield              | Florencio Sola                                                        | 34 900              |
| Barracas Central   | Buenos Aires          | Claudio Chiqui Tapia Ciudad de Lanús-Néstor Díaz Pérez Islas Malvinas | 4 400 47 027 21 500 |
| Boca Juniors       | Buenos Aires          | Alberto J. Armando                                                    | 54 000              |
| Central Córdoba    | Santiago del Estero   | Alfredo Terrera Único Madre de Ciudades                               | 21 500 30 000       |
| Colón              | Santa Fe              | Brigadier General Estanislao López                                    | 40 000              |
| Defensa y Justicia | Gobernador Costa      | Norberto Tomaghello                                                   | 20 000              |
| Estudiantes        | La Plata              | Jorge Luis Hirschi                                                    | 32 530              |
| Gimnasia y Esgrima | La Plata              | Juan Carmelo Zerillo                                                  | 21 500              |
| Godoy Cruz         | Godoy Cruz            | Malvinas Argentinas                                                   | 42 500              |
| Huracán            | Buenos Aires          | Tomás Adolfo Ducó                                                     | 48 314              |
| Independiente      | Avellaneda            | Libertadores de América-Ricardo Enrique Bochini                       | 49 592              |
| Lanús              | Lanús Este            | Ciudad de Lanús-Néstor Díaz Pérez                                     | 47 027              |
| Newell's Old Boys  | Rosario               | Marcelo Bielsa                                                        | 42 000              |
| Patronato          | Paraná                | Presbítero Bartolomé Grella                                           | 22 000              |
| Platense           | Florida               | Ciudad de Vicente López                                               | 34 530              |
| Racing Club        | Avellaneda            | Presidente Perón                                                      | 51 000              |
| River Plate        | Buenos Aires          | Antonio Vespucio Liberti                                              | 72 054              |
| Rosario Central    | Rosario               | Gigante de Arroyito                                                   | 41 465              |
| San Lorenzo        | Buenos Aires          | Pedro Bidegain                                                        | 47 964              |
| Sarmiento          | Junín                 | Eva Perón                                                             | 23 000              |
| Talleres           | Córdoba               | Mario Alberto Kempes                                                  | 57 000              |
| Tigre              | Victoria              | José Dellagiovanna                                                    | 26 282              |
| Unión              | Santa Fe              | 15 de Abril                                                           | 30 000              |
| Vélez Sarsfield    | Buenos Aires          | José Amalfitani                                                       | 49 540              |

### Distribución geográfica de los equipos
| Jurisdicción                             | Cant. | Equipos                                                                                                 |
| ---------------------------------------- | ----- | --- |
| Conurbano bonaerense                     | 8     | Arsenal, Banfield, Defensa y Justicia, Independiente, Lanús, Platense, Racing Club y Tigre              |
| Ciudad de Buenos Aires                   | 7     | Argentinos Juniors, Barracas Central, Boca Juniors, Huracán, River Plate, San Lorenzo y Vélez Sarsfield |
| Provincia de Santa Fe                    | 4     | Colón, Newell's Old Boys, Rosario Central y Unión                                                       |
| Ciudad de La Plata                       | 2     | Estudiantes y Gimnasia y Esgrima                                                                        |
| Interior de la provincia de Buenos Aires | 2     | Aldosivi y Sarmiento                                                                                    |
| Provincia de Córdoba                     | 1     | Talleres                                                                                                |
| Provincia de Entre Ríos                  | 1     | Patronato                                                                                               |
| Provincia de Mendoza                     | 1     | Godoy Cruz                                                                                              |
| Provincia de Santiago del Estero         | 1     | Central Córdoba                                                                                         |
| Provincia de Tucumán                     | 1     | Atlético Tucumán                                                                                        |

## Formato
El certamen se desarrolló en una sola rueda de todos contra todos.

## Tabla de posiciones
| Pos. | Equipo                  | Pts. | PJ | PG | PE | PP | GF | GC | Dif. |
| ---- | ----------------------- | ---- | -- | -- | -- | -- | -- | -- | ---- |
| 1.º  | Boca Juniors            | 52   | 27 | 16 | 4  | 7  | 34 | 28 | 6    |
| 2.º  | Racing Club             | 50   | 27 | 14 | 8  | 5  | 41 | 24 | 17   |
| 3.º  | River Plate             | 47   | 27 | 14 | 5  | 8  | 43 | 22 | 21   |
| 4.º  | Huracán                 | 47   | 27 | 12 | 11 | 4  | 35 | 21 | 14   |
| 5.º  | Atlético Tucumán        | 46   | 27 | 12 | 10 | 5  | 32 | 22 | 10   |
| 6.º  | San Lorenzo             | 43   | 27 | 10 | 13 | 4  | 33 | 23 | 10   |
| 7.º  | Tigre                   | 43   | 27 | 11 | 10 | 6  | 41 | 32 | 9    |
| 8.º  | Argentinos Juniors      | 42   | 27 | 12 | 6  | 9  | 33 | 24 | 9    |
| 9.º  | Gimnasia y Esgrima (LP) | 41   | 27 | 11 | 8  | 8  | 26 | 18 | 8    |
| 10.º | Patronato               | 40   | 27 | 11 | 7  | 9  | 31 | 27 | 4    |
| 11.º | Newell's Old Boys       | 40   | 27 | 11 | 7  | 9  | 26 | 22 | 4    |
| 12.º | Defensa y Justicia      | 40   | 27 | 10 | 10 | 7  | 29 | 27 | 2    |
| 13.º | Talleres (C)            | 35   | 27 | 9  | 8  | 10 | 28 | 26 | 2    |
| 14.º | Independiente           | 35   | 27 | 9  | 8  | 10 | 31 | 31 | 0    |
| 15.º | Godoy Cruz              | 35   | 27 | 9  | 8  | 10 | 25 | 29 | −4   |
| 16.º | Central Córdoba (SdE)   | 34   | 27 | 10 | 4  | 13 | 34 | 37 | −3   |
| 17.º | Barracas Central        | 34   | 27 | 8  | 10 | 9  | 31 | 37 | −6   |
| 18.º | Estudiantes (LP)        | 33   | 27 | 9  | 6  | 12 | 28 | 40 | −12  |
| 19.º | Platense                | 32   | 27 | 7  | 11 | 9  | 23 | 25 | −2   |
| 20.º | Rosario Central         | 32   | 27 | 7  | 11 | 9  | 24 | 28 | −4   |
| 21.º | Sarmiento (J)           | 32   | 27 | 8  | 8  | 11 | 27 | 32 | −5   |
| 22.º | Unión                   | 32   | 27 | 8  | 8  | 11 | 28 | 36 | −8   |
| 23.º | Arsenal                 | 30   | 27 | 6  | 12 | 9  | 28 | 29 | −1   |
| 24.º | Banfield                | 30   | 27 | 7  | 9  | 11 | 23 | 29 | −6   |
| 25.º | Colón                   | 29   | 27 | 7  | 8  | 12 | 24 | 36 | −12  |
| 26.º | Vélez Sarsfield         | 28   | 27 | 6  | 10 | 11 | 30 | 33 | −3   |
| 27.º | Lanús                   | 21   | 27 | 5  | 6  | 16 | 22 | 40 | −18  |
| 28.º | Aldosivi                | 16   | 27 | 4  | 4  | 19 | 16 | 48 | −32  |

|  | Campeón, clasificó a la Copa Libertadores 2023. |

|  |

### Evolución de las posiciones
| Equipo / Fecha          | 1    | 2    | 3    | 4    | 5    | 6    | 7    | 8    | 9    | 10   | 11   | 12   | 13   | 14   | 15   | 16   | 17   | 18   | 19   | 20   | 21   | 22   | 23   | 24   | 25   | 26   | 27   |
| ----------------------- | ---- | ---- | ---- | ---- | ---- | ---- | ---- | ---- | ---- | ---- | ---- | ---- | ---- | ---- | ---- | ---- | ---- | ---- | ---- | ---- | ---- | ---- | ---- | ---- | ---- | ---- | ---- |
| Aldosivi                | 22.º | 28.º | 28.º | 28.º | 28.º | 28.º | 28.º | 28.º | 28.º | 28.º | 27.º | 27.º | 27.º | 26.º | 26.º | 26.º | 26.º | 27.º | 27.º | 28.º | 28.º | 28.º | 28.º | 28.º | 28.º | 28.º | 28.º |
| Argentinos Juniors      | 3.º  | 10.º | 6.º  | 13.º | 12.º | 9.º  | 8.º  | 4.º  | 1.º  | 2.º  | 3.º  | 5.º  | 4.º  | 3.º  | 4.º  | 5.º  | 8.º  | 6.º  | 7.º  | 8.º  | 6.º  | 7.º  | 7.º  | 8.º  | 8.º  | 9.º  | 8.º  |
| Arsenal                 | 22.º | 23.º | 23.º | 25.º | 23.º | 16.º | 12.º | 13.º | 14.º | 19.º | 19.º | 16.º | 14.º | 15.º | 16.º | 17.º | 19.º | 21.º | 23.º | 23.º | 24.º | 24.º | 25.º | 25.º | 25.º | 25.º | 23.º |
| Atlético Tucumán        | 8.º  | 17.º | 9.º  | 10.º | 11.º | 8.º  | 7.º  | 3.º  | 2.º  | 1.º  | 1.º  | 1.º  | 1.º  | 1.º  | 1.º  | 1.º  | 1.º  | 1.º  | 2.º  | 1.º  | 1.º  | 2.º  | 1.º  | 3.º  | 3.º  | 4.º  | 5.º  |
| Banfield                | 22.º | 23.º | 11.º | 7.º  | 7.º  | 4.º  | 10.º | 10.º | 13.º | 15.º | 14.º | 17.º | 19.º | 21.º | 17.º | 20.º | 20.º | 17.º | 15.º | 17.º | 22.º | 20.º | 21.º | 24.º | 21.º | 23.º | 24.º |
| Barracas Central        | 8.º  | 16.º | 24.º | 27.º | 27.º | 21.º | 13.º | 19.º | 22.º | 20.º | 21.º | 21.º | 23.º | 18.º | 22.º | 15.º | 18.º | 16.º | 17.º | 15.º | 19.º | 18.º | 18.º | 20.º | 19.º | 15.º | 17.º |
| Boca Juniors            | 3.º  | 10.º | 4.º  | 2.º  | 4.º  | 11.º | 14.º | 11.º | 15.º | 11.º | 13.º | 11.º | 11.º | 13.º | 10.º | 7.º  | 6.º  | 4.º  | 3.º  | 3.º  | 2.º  | 1.º  | 2.º  | 1.º  | 1.º  | 1.º  | 1.º  |
| Central Córdoba (SdE)   | 8.º  | 4.º  | 11.º | 21.º | 12.º | 17.º | 16.º | 20.º | 24.º | 26.º | 24.º | 20.º | 22.º | 17.º | 21.º | 21.º | 22.º | 20.º | 22.º | 21.º | 16.º | 17.º | 9.º  | 14.º | 16.º | 19.º | 16.º |
| Colón                   | 8.º  | 15.º | 8.º  | 15.º | 19.º | 22.º | 17.º | 17.º | 19.º | 16.º | 20.º | 19.º | 20.º | 23.º | 19.º | 23.º | 23.º | 25.º | 25.º | 25.º | 25.º | 25.º | 24.º | 22.º | 24.º | 24.º | 25.º |
| Defensa y Justicia      | 18.º | 17.º | 20.º | 26.º | 24.º | 26.º | 21.º | 24.º | 20.º | 17.º | 15.º | 18.º | 20.º | 22.º | 23.º | 22.º | 21.º | 22.º | 19.º | 18.º | 14.º | 16.º | 17.º | 16.º | 13.º | 12.º | 12.º |
| Estudiantes (LP)        | 8.º  | 4.º  | 1.º  | 5.º  | 17.º | 18.º | 19.º | 21.º | 17.º | 22.º | 22.º | 23.º | 18.º | 20.º | 14.º | 12.º | 12.º | 13.º | 13.º | 14.º | 18.º | 19.º | 20.º | 19.º | 20.º | 22.º | 18.º |
| Gimnasia y Esgrima (LP) | 8.º  | 2.º  | 7.º  | 3.º  | 2.º  | 1.º  | 2.º  | 5.º  | 8.º  | 4.º  | 2.º  | 2.º  | 2.º  | 2.º  | 2.º  | 2.º  | 2.º  | 2.º  | 1.º  | 2.º  | 5.º  | 5.º  | 6.º  | 6.º  | 7.º  | 7.º  | 9.º  |
| Godoy Cruz              | 22.º | 8.º  | 19.º | 9.º  | 10.º | 7.º  | 5.º  | 1.º  | 4.º  | 6.º  | 5.º  | 9.º  | 8.º  | 6.º  | 6.º  | 4.º  | 4.º  | 5.º  | 5.º  | 7.º  | 8.º  | 9.º  | 10.º | 11.º | 11.º | 13.º | 15.º |
| Huracán                 | 27.º | 10.º | 11.º | 16.º | 8.º  | 5.º  | 3.º  | 6.º  | 6.º  | 7.º  | 9.º  | 6.º  | 3.º  | 5.º  | 3.º  | 3.º  | 3.º  | 3.º  | 4.º  | 5.º  | 4.º  | 4.º  | 4.º  | 5.º  | 5.º  | 3.º  | 4.º  |
| Independiente           | 8.º  | 4.º  | 11.º | 5.º  | 15.º | 19.º | 22.º | 22.º | 25.º | 25.º | 23.º | 25.º | 25.º | 25.º | 25.º | 25.º | 25.º | 23.º | 21.º | 20.º | 17.º | 14.º | 15.º | 17.º | 15.º | 14.º | 14.º |
| Lanús                   | 18.º | 17.º | 25.º | 16.º | 19.º | 25.º | 27.º | 27.º | 27.º | 27.º | 28.º | 28.º | 28.º | 28.º | 28.º | 28.º | 28.º | 28.º | 28.º | 26.º | 26.º | 26.º | 26.º | 26.º | 27.º | 27.º | 27.º |
| Newell's Old Boys       | 3.º  | 4.º  | 3.º  | 1.º  | 1.º  | 2.º  | 1.º  | 2.º  | 5.º  | 9.º  | 11.º | 13.º | 15.º | 12.º | 13.º | 14.º | 13.º | 12.º | 10.º | 10.º | 11.º | 10.º | 11.º | 9.º  | 10.º | 10.º | 11.º |
| Patronato               | 8.º  | 26.º | 16.º | 22.º | 15.º | 14.º | 19.º | 15.º | 10.º | 12.º | 8.º  | 8.º  | 7.º  | 8.º  | 9.º  | 11.º | 11.º | 9.º  | 12.º | 11.º | 12.º | 11.º | 13.º | 12.º | 12.º | 11.º | 10.º |
| Platense                | 3.º  | 1.º  | 1.º  | 4.º  | 5.º  | 3.º  | 6.º  | 8.º  | 3.º  | 7.º  | 6.º  | 10.º | 8.º  | 9.º  | 11.º | 9.º  | 9.º  | 11.º | 9.º  | 9.º  | 10.º | 12.º | 14.º | 13.º | 14.º | 18.º | 19.º |
| Racing Club             | 1.º  | 10.º | 5.º  | 11.º | 3.º  | 6.º  | 4.º  | 7.º  | 7.º  | 3.º  | 4.º  | 4.º  | 6.º  | 4.º  | 7.º  | 8.º  | 7.º  | 8.º  | 6.º  | 4.º  | 3.º  | 3.º  | 3.º  | 2.º  | 2.º  | 2.º  | 2.º  |
| River Plate             | 18.º | 21.º | 26.º | 14.º | 6.º  | 12.º | 15.º | 16.º | 12.º | 10.º | 12.º | 7.º  | 5.º  | 7.º  | 5.º  | 6.º  | 5.º  | 7.º  | 8.º  | 6.º  | 7.º  | 6.º  | 5.º  | 4.º  | 4.º  | 5.º  | 3.º  |
| Rosario Central         | 18.º | 27.º | 17.º | 23.º | 26.º | 27.º | 23.º | 23.º | 18.º | 13.º | 17.º | 22.º | 17.º | 16.º | 20.º | 19.º | 17.º | 19.º | 18.º | 22.º | 23.º | 23.º | 22.º | 23.º | 23.º | 20.º | 20.º |
| San Lorenzo             | 8.º  | 17.º | 18.º | 8.º  | 9.º  | 15.º | 11.º | 12.º | 11.º | 14.º | 10.º | 12.º | 13.º | 11.º | 8.º  | 10.º | 10.º | 10.º | 11.º | 13.º | 15.º | 13.º | 12.º | 10.º | 9.º  | 8.º  | 6.º  |
| Sarmiento (J)           | 27.º | 14.º | 22.º | 11.º | 12.º | 13.º | 17.º | 14.º | 16.º | 21.º | 15.º | 14.º | 16.º | 19.º | 18.º | 18.º | 16.º | 18.º | 20.º | 19.º | 13.º | 15.º | 16.º | 15.º | 17.º | 21.º | 21.º |
| Talleres (C)            | 1.º  | 9.º  | 20.º | 18.º | 25.º | 22.º | 26.º | 26.º | 23.º | 23.º | 26.º | 24.º | 24.º | 24.º | 24.º | 24.º | 24.º | 24.º | 24.º | 24.º | 21.º | 22.º | 23.º | 21.º | 22.º | 16.º | 13.º |
| Tigre                   | 3.º  | 3.º  | 15.º | 20.º | 22.º | 20.º | 24.º | 18.º | 21.º | 18.º | 18.º | 15.º | 12.º | 14.º | 15.º | 16.º | 15.º | 15.º | 16.º | 12.º | 9.º  | 8.º  | 8.º  | 7.º  | 6.º  | 6.º  | 7.º  |
| Unión                   | 22.º | 22.º | 10.º | 24.º | 18.º | 10.º | 9.º  | 9.º  | 9.º  | 5.º  | 7.º  | 3.º  | 10.º | 10.º | 12.º | 13.º | 14.º | 14.º | 14.º | 16.º | 20.º | 21.º | 19.º | 18.º | 18.º | 17.º | 22.º |
| Vélez Sarsfield         | 8.º  | 23.º | 27.º | 19.º | 19.º | 22.º | 25.º | 25.º | 26.º | 24.º | 25.º | 26.º | 26.º | 27.º | 27.º | 27.º | 27.º | 26.º | 26.º | 27.º | 27.º | 27.º | 27.º | 27.º | 26.º | 26.º | 26.º |

| 1. 2. 3. |

## Resultados
| Fecha 1            | Fecha 1   | Fecha 1                 | Fecha 1                     | Fecha 1    | Fecha 1 |
| Local              | Resultado | Visitante               | Estadio                     | Fecha      | Hora    |
| ------------------ | --------- | ----------------------- | --------------------------- | ---------- | ------- |
| Barracas Central   | 1 - 1     | Central Córdoba (SdE)   | Ciudad de Lanús             | 3 de junio | 20:00   |
| Atlético Tucumán   | 1 - 1     | Colón                   | Monumental José Fierro      | 4 de junio | 12:00   |
| San Lorenzo        | 1 - 1     | Independiente           | Nuevo Gasómetro             | 4 de junio | 14:00   |
| Banfield           | 1 - 2     | Newell's Old Boys       | Florencio Sola              | 4 de junio | 16:30   |
| Patronato          | 1 - 1     | Vélez Sarsfield         | Presbítero Bartolomé Grella | 4 de junio | 19:00   |
| Platense           | 2 - 1     | Godoy Cruz              | Ciudad de Vicente López     | 4 de junio | 19:00   |
| Racing Club        | 2 - 0     | Huracán                 | El Cilindro                 | 4 de junio | 21:30   |
| Unión              | 1 - 2     | Tigre                   | 15 de Abril                 | 5 de junio | 13:00   |
| Talleres (C)       | 2 - 0     | Sarmiento (J)           | Mario Alberto Kempes        | 5 de junio | 13:00   |
| Estudiantes (LP)   | 1 - 1     | Gimnasia y Esgrima (LP) | Jorge Luis Hirschi          | 5 de junio | 17:00   |
| Boca Juniors       | 2 - 1     | Arsenal                 | La Bombonera                | 5 de junio | 19:30   |
| Defensa y Justicia | 0 - 0     | River Plate             | Norberto Tomaghello         | 5 de junio | 21:30   |
| Rosario Central    | 0 - 0     | Lanús                   | Gigante de Arroyito         | 6 de junio | 19:00   |
| Argentinos Juniors | 2 - 1     | Aldosivi                | Diego Armando Maradona      | 6 de junio | 21:30   |

| Fecha 2                 | Fecha 2   | Fecha 2            | Fecha 2                    | Fecha 2     | Fecha 2 |
| Local                   | Resultado | Visitante          | Estadio                    | Fecha       | Hora    |
| ----------------------- | --------- | ------------------ | -------------------------- | ----------- | ------- |
| Newell's Old Boys       | 0 - 0     | San Lorenzo        | Marcelo Bielsa             | 9 de junio  | 20:00   |
| Gimnasia y Esgrima (LP) | 2 - 0     | Patronato          | Del Bosque                 | 10 de junio | 16:30   |
| Aldosivi                | 0 - 1     | Estudiantes (LP)   | José María Minella         | 10 de junio | 19:00   |
| Lanús                   | 1 - 1     | Defensa y Justicia | Ciudad de Lanús            | 10 de junio | 19:00   |
| Huracán                 | 2 - 0     | Rosario Central    | Tomás Adolfo Ducó          | 10 de junio | 21:30   |
| Independiente           | 1 - 0     | Talleres (C)       | Libertadores de América    | 10 de junio | 21:30   |
| Arsenal                 | 0 - 0     | Banfield           | El Viaducto                | 11 de junio | 15:30   |
| Tigre                   | 1 - 1     | Barracas Central   | Monumental de Victoria     | 11 de junio | 15:30   |
| Sarmiento (J)           | 1 - 0     | Argentinos Juniors | Eva Perón                  | 11 de junio | 18:00   |
| River Plate             | 0 - 0     | Atlético Tucumán   | Monumental                 | 11 de junio | 20:30   |
| Colón                   | 2 - 2     | Unión              | Brigadier Estanislao López | 12 de junio | 13:00   |
| Godoy Cruz              | 2 - 0     | Racing Club        | Malvinas Argentinas        | 12 de junio | 15:30   |
| Vélez Sarsfield         | 0 - 1     | Platense           | José Amalfitani            | 12 de junio | 18:00   |
| Central Córdoba (SdE)   | 1 - 0     | Boca Juniors       | Único Madre de Ciudades    | 12 de junio | 20:30   |

| Fecha 3            | Fecha 3   | Fecha 3                 | Fecha 3                     | Fecha 3     | Fecha 3 |
| Local              | Resultado | Visitante               | Estadio                     | Fecha       | Hora    |
| ------------------ | --------- | ----------------------- | --------------------------- | ----------- | ------- |
| San Lorenzo        | 3 - 3     | Arsenal                 | Nuevo Gasómetro             | 14 de junio | 15:00   |
| Talleres (C)       | 0 - 1     | Newell's Old Boys       | Mario Alberto Kempes        | 14 de junio | 19:00   |
| Patronato          | 1 - 0     | Aldosivi                | Presbítero Bartolomé Grella | 14 de junio | 19:00   |
| Defensa y Justicia | 1 - 1     | Huracán                 | Norberto Tomaghello         | 14 de junio | 21:30   |
| Estudiantes (LP)   | 2 - 1     | Sarmiento (J)           | Jorge Luis Hirschi          | 14 de junio | 21:30   |
| Barracas Central   | 1 - 2     | Unión                   | Islas Malvinas              | 15 de junio | 14:00   |
| Banfield           | 2 - 1     | Central Córdoba (SdE)   | Florencio Sola              | 15 de junio | 16:30   |
| Atlético Tucumán   | 2 - 1     | Lanús                   | Monumental José Fierro      | 15 de junio | 16:30   |
| Colón              | 1 - 0     | River Plate             | Brigadier Estanislao López  | 15 de junio | 19:00   |
| Boca Juniors       | 5 - 3     | Tigre                   | La Bombonera                | 15 de junio | 21:30   |
| Rosario Central    | 1 - 0     | Godoy Cruz              | Gigante de Arroyito         | 16 de junio | 19:00   |
| Argentinos Juniors | 2 - 1     | Independiente           | Diego Armando Maradona      | 16 de junio | 19:00   |
| Platense           | 1 - 1     | Gimnasia y Esgrima (LP) | Ciudad de Vicente López     | 16 de junio | 21:30   |
| Racing Club        | 2 - 0     | Vélez Sarsfield         | El Cilindro                 | 16 de junio | 21:30   |

| Fecha 4                 | Fecha 4   | Fecha 4            | Fecha 4                 | Fecha 4     | Fecha 4 |
| Local                   | Resultado | Visitante          | Estadio                 | Fecha       | Hora    |
| ----------------------- | --------- | ------------------ | ----------------------- | ----------- | ------- |
| Arsenal                 | 1 - 1     | Talleres (C)       | El Viaducto             | 18 de junio | 18:00   |
| Sarmiento (J)           | 3 - 1     | Patronato          | Eva Perón               | 18 de junio | 20:30   |
| Tigre                   | 0 - 1     | Banfield           | Monumental de Victoria  | 19 de junio | 13:00   |
| Lanús                   | 1 - 0     | Colón              | Ciudad de Lanús         | 19 de junio | 15:30   |
| Huracán                 | 0 - 0     | Atlético Tucumán   | Tomás Adolfo Ducó       | 19 de junio | 15:30   |
| Unión                   | 1 - 5     | River Plate        | 15 de Abril             | 19 de junio | 18:00   |
| Barracas Central        | 1 - 3     | Boca Juniors       | Islas Malvinas          | 19 de junio | 21:30   |
| Godoy Cruz              | 2 - 1     | Defensa y Justicia | Malvinas Argentinas     | 20 de junio | 16:30   |
| Vélez Sarsfield         | 2 - 0     | Rosario Central    | José Amalfitani         | 20 de junio | 19:00   |
| Gimnasia y Esgrima (LP) | 3 - 1     | Racing Club        | Del Bosque              | 20 de junio | 19:00   |
| Independiente           | 2 - 1     | Estudiantes (LP)   | Libertadores de América | 20 de junio | 21:30   |
| Newell's Old Boys       | 1 - 0     | Argentinos Juniors | Marcelo Bielsa          | 20 de junio | 21:30   |
| Aldosivi                | 0 - 0     | Platense           | José María Minella      | 21 de junio | 19:00   |
| Central Córdoba (SdE)   | 0 - 2     | San Lorenzo        | Único Madre de Ciudades | 21 de junio | 21:30   |

| Fecha 5            | Fecha 5   | Fecha 5                 | Fecha 5                     | Fecha 5     | Fecha 5 |
| Local              | Resultado | Visitante               | Estadio                     | Fecha       | Hora    |
| ------------------ | --------- | ----------------------- | --------------------------- | ----------- | ------- |
| Rosario Central    | 0 - 1     | Gimnasia y Esgrima (LP) | Gigante de Arroyito         | 24 de junio | 19:00   |
| Banfield           | 1 - 1     | Barracas Central        | Florencio Sola              | 24 de junio | 19:00   |
| Boca Juniors       | 1 - 2     | Unión                   | La Bombonera                | 24 de junio | 21:30   |
| Defensa y Justicia | 1 - 1     | Vélez Sarsfield         | Norberto Tomaghello         | 25 de junio | 15:30   |
| Talleres (C)       | 0 - 2     | Central Córdoba (SdE)   | Mario Alberto Kempes        | 25 de junio | 15:30   |
| Estudiantes (LP)   | 0 - 2     | Newell's Old Boys       | Jorge Luis Hirschi          | 25 de junio | 18:00   |
| Colón              | 0 - 1     | Huracán                 | Brigadier Estanislao López  | 25 de junio | 18:00   |
| River Plate        | 2 - 1     | Lanús                   | Monumental                  | 25 de junio | 20:30   |
| San Lorenzo        | 1 - 1     | Tigre                   | Nuevo Gasómetro             | 26 de junio | 13:00   |
| Platense           | 0 - 0     | Sarmiento (J)           | Ciudad de Vicente López     | 26 de junio | 15:30   |
| Racing Club        | 5 - 0     | Aldosivi                | El Cilindro                 | 26 de junio | 18:00   |
| Argentinos Juniors | 1 - 1     | Arsenal                 | Diego Armando Maradona      | 26 de junio | 20:30   |
| Patronato          | 3 - 1     | Independiente           | Presbítero Bartolomé Grella | 27 de junio | 15:30   |
| Atlético Tucumán   | 1 - 1     | Godoy Cruz              | Monumental José Fierro      | 27 de junio | 20:00   |

| Fecha 6                 | Fecha 6   | Fecha 6            | Fecha 6                 | Fecha 6    | Fecha 6 |
| Local                   | Resultado | Visitante          | Estadio                 | Fecha      | Hora    |
| ----------------------- | --------- | ------------------ | ----------------------- | ---------- | ------- |
| Central Córdoba (SdE)   | 1 - 2     | Argentinos Juniors | Único Madre de Ciudades | 1 de julio | 19:00   |
| Boca Juniors            | 0 - 3     | Banfield           | La Bombonera            | 1 de julio | 21:30   |
| Tigre                   | 1 - 1     | Talleres (C)       | Monumental de Victoria  | 2 de julio | 15:30   |
| Godoy Cruz              | 1 - 0     | Colón              | Malvinas Argentinas     | 2 de julio | 18:00   |
| Vélez Sarsfield         | 0 - 1     | Atlético Tucumán   | José Amalfitani         | 2 de julio | 18:00   |
| Gimnasia y Esgrima (LP) | 1 - 0     | Defensa y Justicia | Del Bosque              | 2 de julio | 20:30   |
| Unión                   | 3 - 0     | Lanús              | 15 de Abril             | 3 de julio | 13:00   |
| Barracas Central        | 2 - 1     | San Lorenzo        | Islas Malvinas          | 3 de julio | 15:00   |
| Sarmiento (J)           | 1 - 1     | Racing Club        | Eva Perón               | 3 de julio | 18:00   |
| Huracán                 | 3 - 2     | River Plate        | Tomás Adolfo Ducó       | 3 de julio | 21:00   |
| Arsenal                 | 2 - 1     | Estudiantes (LP)   | El Viaducto             | 4 de julio | 17:00   |
| Aldosivi                | 2 - 1     | Rosario Central    | José María Minella      | 4 de julio | 19:00   |
| Newell's Old Boys       | 2 - 2     | Patronato          | Marcelo Bielsa          | 4 de julio | 19:00   |
| Independiente           | 1 - 3     | Platense           | Libertadores de América | 4 de julio | 21:30   |

| Fecha 7            | Fecha 7   | Fecha 7                 | Fecha 7                     | Fecha 7     | Fecha 7 |
| Local              | Resultado | Visitante               | Estadio                     | Fecha       | Hora    |
| ------------------ | --------- | ----------------------- | --------------------------- | ----------- | ------- |
| Rosario Central    | 1 - 0     | Sarmiento (J)           | Gigante de Arroyito         | 8 de julio  | 20:00   |
| Patronato          | 0 - 1     | Arsenal                 | Presbítero Bartolomé Grella | 9 de julio  | 13:00   |
| San Lorenzo        | 2 - 1     | Boca Juniors            | Nuevo Gasómetro             | 9 de julio  | 15:30   |
| Banfield           | 2 - 3     | Unión                   | Florencio Sola              | 9 de julio  | 18:00   |
| Platense           | 1 - 1     | Newell's Old Boys       | Ciudad de Vicente López     | 9 de julio  | 20:30   |
| Talleres (C)       | 0 - 2     | Barracas Central        | Mario Alberto Kempes        | 9 de julio  | 20:30   |
| Estudiantes (LP)   | 2 - 2     | Central Córdoba (SdE)   | Jorge Luis Hirschi          | 10 de julio | 13:00   |
| Racing Club        | 1 - 0     | Independiente           | El Cilindro                 | 10 de julio | 15:30   |
| Atlético Tucumán   | 2 - 0     | Gimnasia y Esgrima (LP) | Monumental José Fierro      | 10 de julio | 18:00   |
| Lanús              | 2 - 3     | Huracán                 | Ciudad de Lanús             | 10 de julio | 18:00   |
| River Plate        | 0 - 2     | Godoy Cruz              | Monumental                  | 10 de julio | 20:30   |
| Defensa y Justicia | 3 - 2     | Aldosivi                | Norberto Tomaghello         | 11 de julio | 19:00   |
| Colón              | 2 - 1     | Vélez Sarsfield         | Brigadier Estanislao López  | 11 de julio | 19:00   |
| Argentinos Juniors | 2 - 1     | Tigre                   | Diego Armando Maradona      | 11 de julio | 21:30   |

| Fecha 8                 | Fecha 8   | Fecha 8            | Fecha 8                 | Fecha 8     | Fecha 8 |
| Local                   | Resultado | Visitante          | Estadio                 | Fecha       | Hora    |
| ----------------------- | --------- | ------------------ | ----------------------- | ----------- | ------- |
| Central Córdoba (SdE)   | 1 - 3     | Patronato          | Alfredo Terrera         | 14 de julio | 21:00   |
| Sarmiento (J)           | 2 - 0     | Defensa y Justicia | Eva Perón               | 15 de julio | 19:00   |
| Arsenal                 | 1 - 1     | Platense           | El Viaducto             | 15 de julio | 21:30   |
| Aldosivi                | 0 - 1     | Atlético Tucumán   | José María Minella      | 15 de julio | 21:30   |
| Barracas Central        | 1 - 3     | Argentinos Juniors | Islas Malvinas          | 16 de julio | 13:00   |
| Gimnasia y Esgrima (LP) | 0 - 0     | Colón              | Del Bosque              | 16 de julio | 15:30   |
| Independiente           | 0 - 0     | Rosario Central    | Libertadores de América | 16 de julio | 15:30   |
| Newell's Old Boys       | 0 - 0     | Racing Club        | Marcelo Bielsa          | 16 de julio | 18:00   |
| Boca Juniors            | 1 - 0     | Talleres (C)       | La Bombonera            | 16 de julio | 20:30   |
| Unión                   | 0 - 0     | Huracán            | 15 de Abril             | 17 de julio | 13:00   |
| Godoy Cruz              | 2 - 1     | Lanús              | Malvinas Argentinas     | 17 de julio | 13:00   |
| Banfield                | 1 - 1     | San Lorenzo        | Florencio Sola          | 17 de julio | 15:30   |
| Tigre                   | 2 - 1     | Estudiantes (LP)   | Monumental de Victoria  | 17 de julio | 18:00   |
| Vélez Sarsfield         | 2 - 2     | River Plate        | José Amalfitani         | 17 de julio | 20:30   |

| Fecha 9            | Fecha 9   | Fecha 9                 | Fecha 9                     | Fecha 9     | Fecha 9 |
| Local              | Resultado | Visitante               | Estadio                     | Fecha       | Hora    |
| ------------------ | --------- | ----------------------- | --------------------------- | ----------- | ------- |
| Platense           | 2 - 0     | Central Córdoba (SdE)   | Ciudad de Vicente López     | 19 de julio | 16:30   |
| Colón              | 1 - 1     | Aldosivi                | Brigadier Estanislao López  | 19 de julio | 16:30   |
| Racing Club        | 1 - 1     | Arsenal                 | El Cilindro                 | 19 de julio | 19:00   |
| Atlético Tucumán   | 1 - 0     | Sarmiento (J)           | Monumental José Fierro      | 19 de julio | 19:00   |
| Argentinos Juniors | 2 - 0     | Boca Juniors            | Diego Armando Maradona      | 19 de julio | 21:30   |
| San Lorenzo        | 2 - 2     | Unión                   | Nuevo Gasómetro             | 20 de julio | 14:00   |
| Patronato          | 1 - 0     | Tigre                   | Presbítero Bartolomé Grella | 20 de julio | 16:30   |
| Estudiantes (LP)   | 3 - 1     | Barracas Central        | Jorge Luis Hirschi          | 20 de julio | 19:00   |
| Defensa y Justicia | 2 - 1     | Independiente           | Norberto Tomaghello         | 20 de julio | 19:00   |
| Lanús              | 2 - 2     | Vélez Sarsfield         | Ciudad de Lanús             | 20 de julio | 21:30   |
| Huracán            | 0 - 0     | Godoy Cruz              | Tomás Adolfo Ducó           | 20 de julio | 21:30   |
| Rosario Central    | 1 - 0     | Newell's Old Boys       | Gigante de Arroyito         | 21 de julio | 16:30   |
| Talleres (C)       | 1 - 0     | Banfield                | Mario Alberto Kempes        | 21 de julio | 19:00   |
| River Plate        | 1 - 0     | Gimnasia y Esgrima (LP) | Monumental                  | 21 de julio | 21:30   |

| Fecha 10                | Fecha 10  | Fecha 10           | Fecha 10                | Fecha 10    | Fecha 10 |
| Local                   | Resultado | Visitante          | Estadio                 | Fecha       | Hora     |
| ----------------------- | --------- | ------------------ | ----------------------- | ----------- | -------- |
| Sarmiento (J)           | 1 - 3     | Colón              | Eva Perón               | 23 de julio | 15:30    |
| Independiente           | 0 - 1     | Atlético Tucumán   | Libertadores de América | 23 de julio | 18:00    |
| Central Córdoba (SdE)   | 1 - 3     | Racing Club        | Único Madre de Ciudades | 23 de julio | 20:30    |
| Tigre                   | 3 - 0     | Platense           | Monumental de Victoria  | 24 de julio | 13:00    |
| Aldosivi                | 0 - 3     | River Plate        | José María Minella      | 24 de julio | 15:30    |
| Gimnasia y Esgrima (LP) | 1 - 0     | Lanús              | Del Bosque              | 24 de julio | 18:00    |
| Boca Juniors            | 3 - 1     | Estudiantes (LP)   | La Bombonera            | 24 de julio | 20:30    |
| San Lorenzo             | 1 - 1     | Talleres (C)       | Nuevo Gasómetro         | 25 de julio | 16:30    |
| Newell's Old Boys       | 1 - 2     | Defensa y Justicia | Marcelo Bielsa          | 25 de julio | 19:00    |
| Banfield                | 1 - 1     | Argentinos Juniors | Florencio Sola          | 25 de julio | 19:00    |
| Unión                   | 2 - 1     | Godoy Cruz         | 15 de Abril             | 25 de julio | 21:30    |
| Vélez Sarsfield         | 1 - 1     | Huracán            | José Amalfitani         | 25 de julio | 21:30    |
| Barracas Central        | 2 - 1     | Patronato          | Islas Malvinas          | 26 de julio | 20:00    |
| Arsenal                 | 0 - 3     | Rosario Central    | El Viaducto             | 26 de julio | 20:00    |

| Fecha 11           | Fecha 11  | Fecha 11                | Fecha 11                    | Fecha 11    | Fecha 11 |
| Local              | Resultado | Visitante               | Estadio                     | Fecha       | Hora     |
| ------------------ | --------- | ----------------------- | --------------------------- | ----------- | -------- |
| Godoy Cruz         | 1 - 1     | Vélez Sarsfield         | Malvinas Argentinas         | 29 de julio | 20:00    |
| Talleres (C)       | 2 - 2     | Unión                   | Mario Alberto Kempes        | 29 de julio | 20:00    |
| Argentinos Juniors | 0 - 1     | San Lorenzo             | Diego Armando Maradona      | 30 de julio | 15:30    |
| Estudiantes (LP)   | 0 - 0     | Banfield                | Jorge Luis Hirschi          | 30 de julio | 18:00    |
| Huracán            | 0 - 1     | Gimnasia y Esgrima (LP) | Tomás Adolfo Ducó           | 30 de julio | 20:30    |
| Atlético Tucumán   | 2 - 0     | Newell's Old Boys       | Monumental José Fierro      | 30 de julio | 20:30    |
| Platense           | 0 - 0     | Barracas Central        | Ciudad de Vicente López     | 31 de julio | 13:00    |
| Lanús              | 0 - 1     | Aldosivi                | Ciudad de Lanús             | 31 de julio | 13:00    |
| Racing Club        | 3 - 3     | Tigre                   | El Cilindro                 | 31 de julio | 15:30    |
| Patronato          | 3 - 0     | Boca Juniors            | Presbítero Bartolomé Grella | 31 de julio | 18:00    |
| River Plate        | 1 - 2     | Sarmiento (J)           | Monumental                  | 31 de julio | 20:30    |
| Rosario Central    | 0 - 3     | Central Córdoba (SdE)   | Gigante de Arroyito         | 1 de agosto | 19:00    |
| Defensa y Justicia | 0 - 0     | Arsenal                 | Norberto Tomaghello         | 1 de agosto | 19:00    |
| Colón              | 0 - 3     | Independiente           | Brigadier Estanislao López  | 1 de agosto | 21:30    |

| Fecha 12                | Fecha 12  | Fecha 12           | Fecha 12                | Fecha 12    | Fecha 12 |
| Local                   | Resultado | Visitante          | Estadio                 | Fecha       | Hora     |
| ----------------------- | --------- | ------------------ | ----------------------- | ----------- | -------- |
| Gimnasia y Esgrima (LP) | 2 - 0     | Godoy Cruz         | Del Bosque              | 5 de agosto | 19:00    |
| Banfield                | 0 - 0     | Patronato          | Florencio Sola          | 5 de agosto | 21:30    |
| Sarmiento (J)           | 2 - 1     | Lanús              | Eva Perón               | 5 de agosto | 21:30    |
| Arsenal                 | 3 - 1     | Atlético Tucumán   | El Viaducto             | 6 de agosto | 13:00    |
| Barracas Central        | 0 - 0     | Racing Club        | Islas Malvinas          | 6 de agosto | 15:00    |
| Unión                   | 2 - 1     | Vélez Sarsfield    | 15 de Abril             | 6 de agosto | 18:00    |
| Talleres (C)            | 2 - 0     | Argentinos Juniors | Mario Alberto Kempes    | 6 de agosto | 18:00    |
| Boca Juniors            | 2 - 1     | Platense           | La Bombonera            | 6 de agosto | 21:00    |
| Aldosivi                | 0 - 1     | Huracán            | José María Minella      | 7 de agosto | 13:00    |
| San Lorenzo             | 0 - 0     | Estudiantes (LP)   | Nuevo Gasómetro         | 7 de agosto | 15:00    |
| Independiente           | 0 - 1     | River Plate        | Libertadores de América | 7 de agosto | 17:30    |
| Newell's Old Boys       | 0 - 0     | Colón              | Marcelo Bielsa          | 7 de agosto | 20:00    |
| Central Córdoba (SdE)   | 1 - 0     | Defensa y Justicia | Alfredo Terrera         | 8 de agosto | 11:00    |
| Tigre                   | 3 - 1     | Rosario Central    | Monumental de Victoria  | 8 de agosto | 20:00    |

| Fecha 13           | Fecha 13  | Fecha 13                | Fecha 13                    | Fecha 13     | Fecha 13 |
| Local              | Resultado | Visitante               | Estadio                     | Fecha        | Hora     |
| ------------------ | --------- | ----------------------- | --------------------------- | ------------ | -------- |
| Godoy Cruz         | 2 - 0     | Aldosivi                | Malvinas Argentinas         | 11 de agosto | 19:00    |
| Atlético Tucumán   | 1 - 0     | Central Córdoba (SdE)   | Monumental José Fierro      | 11 de agosto | 21:30    |
| Colón              | 1 - 1     | Arsenal                 | Brigadier Estanislao López  | 11 de agosto | 21:30    |
| Huracán            | 4 - 1     | Sarmiento (J)           | Tomás Adolfo Ducó           | 12 de agosto | 19:00    |
| Platense           | 3 - 1     | Banfield                | Ciudad de Vicente López     | 12 de agosto | 19:00    |
| Patronato          | 3 - 2     | San Lorenzo             | Presbítero Bartolomé Grella | 12 de agosto | 21:30    |
| Defensa y Justicia | 0 - 0     | Tigre                   | Norberto Tomaghello         | 13 de agosto | 15:30    |
| Rosario Central    | 3 - 1     | Barracas Central        | Gigante de Arroyito         | 13 de agosto | 15:30    |
| Lanús              | 1 - 1     | Independiente           | Ciudad de Lanús             | 13 de agosto | 18:00    |
| River Plate        | 4 - 1     | Newell's Old Boys       | Monumental                  | 13 de agosto | 20:30    |
| Vélez Sarsfield    | 1 - 1     | Gimnasia y Esgrima (LP) | José Amalfitani             | 14 de agosto | 15:30    |
| Estudiantes (LP)   | 1 - 0     | Talleres (C)            | Jorge Luis Hirschi          | 14 de agosto | 18:00    |
| Argentinos Juniors | 2 - 0     | Unión                   | Diego Armando Maradona      | 14 de agosto | 18:00    |
| Racing Club        | 0 - 0     | Boca Juniors            | El Cilindro                 | 14 de agosto | 20:30    |

| Fecha 14              | Fecha 14  | Fecha 14                | Fecha 14                | Fecha 14     | Fecha 14 |
| Local                 | Resultado | Visitante               | Estadio                 | Fecha        | Hora     |
| --------------------- | --------- | ----------------------- | ----------------------- | ------------ | -------- |
| Sarmiento (J)         | 1 - 2     | Godoy Cruz              | Eva Perón               | 16 de agosto | 16:30    |
| Central Córdoba (SdE) | 3 - 0     | Colón                   | Único Madre de Ciudades | 16 de agosto | 16:30    |
| San Lorenzo           | 2 - 0     | Platense                | Nuevo Gasómetro         | 16 de agosto | 19:00    |
| Independiente         | 1 - 1     | Huracán                 | Libertadores de América | 16 de agosto | 21:30    |
| Newell's Old Boys     | 2 - 0     | Lanús                   | Marcelo Bielsa          | 17 de agosto | 16:30    |
| Tigre                 | 0 - 0     | Atlético Tucumán        | Monumental de Victoria  | 17 de agosto | 16:30    |
| Arsenal               | 0 - 0     | River Plate             | El Viaducto             | 17 de agosto | 19:00    |
| Boca Juniors          | 0 - 0     | Rosario Central         | La Bombonera            | 17 de agosto | 21:30    |
| Barracas Central      | 3 - 1     | Defensa y Justicia      | Claudio Chiqui Tapia    | 18 de agosto | 14:30    |
| Aldosivi              | 3 - 2     | Vélez Sarsfield         | José María Minella      | 18 de agosto | 16:30    |
| Unión                 | 0 - 2     | Gimnasia y Esgrima (LP) | 15 de Abril             | 18 de agosto | 19:00    |
| Talleres (C)          | 3 - 3     | Patronato               | Mario Alberto Kempes    | 18 de agosto | 19:00    |
| Argentinos Juniors    | 1 - 0     | Estudiantes (LP)        | Diego Armando Maradona  | 18 de agosto | 21:30    |
| Banfield              | 0 - 2     | Racing Club             | Florencio Sola          | 18 de agosto | 21:30    |

| Fecha 15                | Fecha 15  | Fecha 15              | Fecha 15                    | Fecha 15     | Fecha 15 |
| Local                   | Resultado | Visitante             | Estadio                     | Fecha        | Hora     |
| ----------------------- | --------- | --------------------- | --------------------------- | ------------ | -------- |
| Colón                   | 2 - 1     | Tigre                 | Brigadier Estanislao López  | 20 de agosto | 18:00    |
| Huracán                 | 1 - 0     | Newell's Old Boys     | Tomás Adolfo Ducó           | 20 de agosto | 20:30    |
| Lanús                   | 1 - 0     | Arsenal               | Ciudad de Lanús             | 21 de agosto | 13:00    |
| Godoy Cruz              | 1 - 1     | Independiente         | Malvinas Argentinas         | 21 de agosto | 15:30    |
| River Plate             | 3 - 0     | Central Córdoba (SdE) | Monumental                  | 21 de agosto | 18:00    |
| Defensa y Justicia      | 0 - 1     | Boca Juniors          | Norberto Tomaghello         | 21 de agosto | 20:30    |
| Estudiantes (LP)        | 1 - 0     | Unión                 | Jorge Luis Hirschi          | 22 de agosto | 16:30    |
| Rosario Central         | 0 - 1     | Banfield              | Gigante de Arroyito         | 22 de agosto | 16:30    |
| Racing Club             | 1 - 2     | San Lorenzo           | El Cilindro                 | 22 de agosto | 19:00    |
| Vélez Sarsfield         | 1 - 1     | Sarmiento (J)         | José Amalfitani             | 22 de agosto | 21:30    |
| Platense                | 0 - 0     | Talleres (C)          | Ciudad de Vicente López     | 22 de agosto | 21:30    |
| Patronato               | 0 - 0     | Argentinos Juniors    | Presbítero Bartolomé Grella | 23 de agosto | 19:00    |
| Atlético Tucumán        | 4 - 0     | Barracas Central      | Monumental José Fierro      | 23 de agosto | 21:30    |
| Gimnasia y Esgrima (LP) | 0 - 0     | Aldosivi              | Del Bosque                  | 23 de agosto | 21:30    |

| Fecha 16              | Fecha 16  | Fecha 16                | Fecha 16                | Fecha 16     | Fecha 16 |
| Local                 | Resultado | Visitante               | Estadio                 | Fecha        | Hora     |
| --------------------- | --------- | ----------------------- | ----------------------- | ------------ | -------- |
| Central Córdoba (SdE) | 2 - 2     | Lanús                   | Único Madre de Ciudades | 26 de agosto | 18:00    |
| Arsenal               | 1 - 1     | Huracán                 | El Viaducto             | 26 de agosto | 21:00    |
| San Lorenzo           | 1 - 1     | Rosario Central         | Nuevo Gasómetro         | 27 de agosto | 13:00    |
| Newell's Old Boys     | 1 - 2     | Godoy Cruz              | Marcelo Bielsa          | 27 de agosto | 15:30    |
| Banfield              | 1 - 2     | Defensa y Justicia      | Florencio Sola          | 27 de agosto | 15:30    |
| Talleres (C)          | 1 - 1     | Racing Club             | Mario Alberto Kempes    | 27 de agosto | 18:00    |
| Argentinos Juniors    | 0 - 2     | Platense                | Diego Armando Maradona  | 27 de agosto | 18:00    |
| Tigre                 | 1 - 1     | River Plate             | Monumental de Victoria  | 27 de agosto | 20:30    |
| Sarmiento (J)         | 0 - 0     | Gimnasia y Esgrima (LP) | Eva Perón               | 28 de agosto | 13:00    |
| Barracas Central      | 1 - 0     | Colón                   | Claudio Chiqui Tapia    | 28 de agosto | 13:00    |
| Independiente         | 1 - 1     | Vélez Sarsfield         | Libertadores de América | 28 de agosto | 15:30    |
| Boca Juniors          | 2 - 1     | Atlético Tucumán        | La Bombonera            | 28 de agosto | 18:00    |
| Unión                 | 0 - 0     | Aldosivi                | 15 de Abril             | 28 de agosto | 20:30    |
| Estudiantes (LP)      | 1 - 0     | Patronato               | Jorge Luis Hirschi      | 28 de agosto | 20:30    |

| Fecha 17                | Fecha 17  | Fecha 17              | Fecha 17                    | Fecha 17        | Fecha 17 |
| Local                   | Resultado | Visitante             | Estadio                     | Fecha           | Hora     |
| ----------------------- | --------- | --------------------- | --------------------------- | --------------- | -------- |
| Huracán                 | 2 - 0     | Central Córdoba (SdE) | Tomás Adolfo Ducó           | 1 de septiembre | 20:00    |
| Patronato               | 0 - 0     | Unión                 | Presbítero Bartolomé Grella | 2 de septiembre | 19:00    |
| Lanús                   | 1 - 2     | Tigre                 | Ciudad de Lanús             | 2 de septiembre | 21:30    |
| Rosario Central         | 1 - 0     | Talleres (C)          | Gigante de Arroyito         | 2 de septiembre | 21:30    |
| Aldosivi                | 1 - 2     | Sarmiento (J)         | José María Minella          | 3 de septiembre | 15:30    |
| Vélez Sarsfield         | 0 - 1     | Newell's Old Boys     | José Amalfitani             | 3 de septiembre | 15:30    |
| Racing Club             | 1 - 0     | Argentinos Juniors    | El Cilindro                 | 3 de septiembre | 18:00    |
| Gimnasia y Esgrima (LP) | 3 - 1     | Independiente         | Del Bosque                  | 3 de septiembre | 20:30    |
| Platense                | 0 - 0     | Estudiantes (LP)      | Ciudad de Vicente López     | 4 de septiembre | 15:30    |
| Colón                   | 1 - 2     | Boca Juniors          | Brigadier Estanislao López  | 4 de septiembre | 18:00    |
| River Plate             | 2 - 0     | Barracas Central      | Monumental                  | 4 de septiembre | 20:30    |
| Defensa y Justicia      | 0 - 0     | San Lorenzo           | Norberto Tomaghello         | 5 de septiembre | 19:00    |
| Godoy Cruz              | 1 - 0     | Arsenal               | Malvinas Argentinas         | 5 de septiembre | 19:00    |
| Atlético Tucumán        | 0 - 0     | Banfield              | Monumental José Fierro      | 5 de septiembre | 21:30    |

| Fecha 18              | Fecha 18  | Fecha 18                | Fecha 18                    | Fecha 18         | Fecha 18 |
| Local                 | Resultado | Visitante               | Estadio                     | Fecha            | Hora     |
| --------------------- | --------- | ----------------------- | --------------------------- | ---------------- | -------- |
| Independiente         | 3 - 0     | Aldosivi                | Libertadores de América     | 8 de septiembre  | 18:00    |
| Unión                 | 1 - 0     | Sarmiento(J)            | 15 de Abril                 | 8 de septiembre  | 20:30    |
| Argentinos Juniors    | 2 - 1     | Rosario Central         | Diego Armando Maradona      | 8 de septiembre  | 20:30    |
| Barracas Central      | 2 - 0     | Lanús                   | Claudio Chiqui Tapia        | 9 de septiembre  | 15:30    |
| Patronato             | 1 - 0     | Platense                | Presbítero Bartolomé Grella | 9 de septiembre  | 18:00    |
| Tigre                 | 1 - 1     | Huracán                 | Monumental de Victoria      | 9 de septiembre  | 20:30    |
| Estudiantes (LP)      | 1 - 0     | Racing Club             | Jorge Luis Hirschi          | 9 de septiembre  | 20:30    |
| Central Córdoba (SdE) | 3 - 0     | Godoy Cruz              | Único Madre de Ciudades     | 10 de septiembre | 15:30    |
| San Lorenzo           | 1 - 1     | Atlético Tucumán        | Nuevo Gasómetro             | 10 de septiembre | 18:00    |
| Banfield              | 2 - 1     | Colón                   | Florencio Sola              | 10 de septiembre | 20:30    |
| Arsenal               | 2 - 2     | Vélez Sarsfield         | El Viaducto                 | 11 de septiembre | 13:00    |
| Newell's Old Boys     | 2 - 0     | Gimnasia y Esgrima (LP) | Marcelo Bielsa              | 11 de septiembre | 13:00    |
| Boca Juniors          | 1 - 0     | River Plate             | La Bombonera                | 11 de septiembre | 17:00    |
| Talleres (C)          | 1 - 0     | Defensa y Justicia      | Mario Alberto Kempes        | 11 de septiembre | 20:00    |

| Fecha 19                | Fecha 19  | Fecha 19              | Fecha 19                   | Fecha 19         | Fecha 19 |
| Local                   | Resultado | Visitante             | Estadio                    | Fecha            | Hora     |
| ----------------------- | --------- | --------------------- | -------------------------- | ---------------- | -------- |
| Sarmiento(J)            | 1 - 2     | Independiente         | Eva Perón                  | 12 de septiembre | 17:00    |
| Vélez Sarsfield         | 3 - 1     | Central Córdoba (SdE) | José Amalfitani            | 13 de septiembre | 16:30    |
| Huracán                 | 1 - 1     | Barracas Central      | Tomás Adolfo Ducó          | 13 de septiembre | 19:00    |
| Godoy Cruz              | 1 - 1     | Tigre                 | Malvinas Argentinas        | 13 de septiembre | 19:00    |
| Platense                | 1 - 0     | Unión                 | Ciudad de Vicente López    | 13 de septiembre | 21:30    |
| Racing Club             | 1 - 0     | Patronato             | El Cilindro                | 13 de septiembre | 21:30    |
| Aldosivi                | 1 - 2     | Newell's Old Boys     | José María Minella         | 14 de septiembre | 14:00    |
| Colón                   | 0 - 0     | San Lorenzo           | Brigadier Estanislao López | 14 de septiembre | 16:30    |
| River Plate             | 1 - 2     | Banfield              | Monumental                 | 14 de septiembre | 19:00    |
| Lanús                   | 0 - 1     | Boca Juniors          | Ciudad de Lanús            | 14 de septiembre | 21:30    |
| Rosario Central         | 1 - 1     | Estudiantes (LP)      | Gigante de Arroyito        | 15 de septiembre | 19:00    |
| Defensa y Justicia      | 2 - 1     | Argentinos Juniors    | Norberto Tomaghello        | 15 de septiembre | 19:00    |
| Gimnasia y Esgrima (LP) | 2 - 0     | Arsenal               | Del Bosque                 | 15 de septiembre | 21:30    |
| Atlético Tucumán        | 1 - 1     | Talleres (C)          | Monumental José Fierro     | 15 de septiembre | 21:30    |

| Fecha 20              | Fecha 20  | Fecha 20                | Fecha 20                    | Fecha 20         | Fecha 20 |
| Local                 | Resultado | Visitante               | Estadio                     | Fecha            | Hora     |
| --------------------- | --------- | ----------------------- | --------------------------- | ---------------- | -------- |
| Barracas Central      | 3 - 1     | Godoy Cruz              | Claudio Chiqui Tapia        | 17 de septiembre | 15:30    |
| Newell's Old Boys     | 0 - 1     | Sarmiento (J)           | Marcelo Bielsa              | 17 de septiembre | 20:30    |
| Tigre                 | 2 - 0     | Vélez Sarsfield         | Monumental de Victoria      | 18 de septiembre | 13:00    |
| San Lorenzo           | 0 - 1     | River Plate             | Nuevo Gasómetro             | 18 de septiembre | 15:30    |
| Banfield              | 1 - 2     | Lanús                   | Florencio Sola              | 18 de septiembre | 18:00    |
| Platense              | 0 - 1     | Racing Club             | Ciudad de Vicente López     | 18 de septiembre | 20:30    |
| Talleres (C)          | 2 - 0     | Colón                   | Mario Alberto Kempes        | 18 de septiembre | 20:30    |
| Arsenal               | 3 - 0     | Aldosivi                | El Viaducto                 | 19 de septiembre | 16:30    |
| Boca Juniors          | 0 - 0     | Huracán                 | La Bombonera                | 19 de septiembre | 19:00    |
| Unión                 | 0 - 1     | Independiente           | 15 de Abril                 | 19 de septiembre | 19:00    |
| Estudiantes (LP)      | 1 - 2     | Defensa y Justicia      | Jorge Luis Hirschi          | 19 de septiembre | 21:30    |
| Argentinos Juniors    | 1 - 2     | Atlético Tucumán        | Diego Armando Maradona      | 19 de septiembre | 21:30    |
| Patronato             | 0 - 0     | Rosario Central         | Presbítero Bartolomé Grella | 20 de septiembre | 18:00    |
| Central Córdoba (SdE) | 1 - 0     | Gimnasia y Esgrima (LP) | Único Madre de Ciudades     | 20 de septiembre | 20:30    |

| Fecha 21                | Fecha 21  | Fecha 21              | Fecha 21                   | Fecha 21         | Fecha 21 |
| Local                   | Resultado | Visitante             | Estadio                    | Fecha            | Hora     |
| ----------------------- | --------- | --------------------- | -------------------------- | ---------------- | -------- |
| Huracán                 | 3 - 1     | Banfield              | Tomás Adolfo Ducó          | 23 de septiembre | 19:00    |
| Godoy Cruz              | 0 - 1     | Boca Juniors          | Malvinas Argentinas        | 23 de septiembre | 19:00    |
| Sarmiento (J)           | 2 - 0     | Arsenal               | Eva Perón                  | 24 de septiembre | 13:00    |
| Defensa y Justicia      | 2 - 1     | Patronato             | Norberto Tomaghello        | 24 de septiembre | 13:00    |
| Lanús                   | 2 - 0     | San Lorenzo           | Ciudad de Lanús            | 24 de septiembre | 15:30    |
| River Plate             | 0 - 1     | Talleres (C)          | Monumental                 | 24 de septiembre | 18:00    |
| Independiente           | 1 - 0     | Newell's Old Boys     | Libertadores de América    | 24 de septiembre | 20:30    |
| Rosario Central         | 1 - 1     | Platense              | Gigante de Arroyito        | 25 de septiembre | 15:30    |
| Gimnasia y Esgrima (LP) | 0 - 1     | Tigre                 | Del Bosque                 | 25 de septiembre | 15:30    |
| Racing Club             | 2 - 1     | Unión                 | El Cilindro                | 25 de septiembre | 18:00    |
| Vélez Sarsfield         | 1 - 0     | Barracas Central      | José Amalfitani            | 25 de septiembre | 20:30    |
| Atlético Tucumán        | 3 - 1     | Estudiantes (LP)      | Monumental José Fierro     | 25 de septiembre | 20:30    |
| Colón                   | 0 - 4     | Argentinos Juniors    | Brigadier Estabislao López | 26 de septiembre | 17:00    |
| Aldosivi                | 0 - 3     | Central Córdoba (SdE) | José María Minella         | 26 de septiembre | 17:00    |

| Fecha 22              | Fecha 22  | Fecha 22                | Fecha 22                    | Fecha 22         | Fecha 22 |
| Local                 | Resultado | Visitante               | Estadio                     | Fecha            | Hora     |
| --------------------- | --------- | ----------------------- | --------------------------- | ---------------- | -------- |
| Barracas Central      | 1 - 1     | Gimnasia y Esgrima (LP) | Claudio Chiqui Tapia        | 29 de septiembre | 15:30    |
| Estudiantes (LP)      | 2 - 4     | Colón                   | Jorge Luis Hirschi          | 30 de septiembre | 19:00    |
| Tigre                 | 3 - 0     | Aldosivi                | Monumental de Victoria      | 30 de septiembre | 19:00    |
| Unión                 | 0 - 1     | Newell's Old Boys       | 15 de Abril                 | 30 de septiembre | 21:30    |
| Racing Club           | 4 - 3     | Rosario Central         | El Cilindro                 | 30 de septiembre | 21:30    |
| Central Córdoba (SdE) | 0 - 0     | Sarmiento (J)           | Único Madre de Ciudades     | 1 de octubre     | 13:00    |
| Platense              | 0 - 0     | Defensa y Justicia      | Ciudad de Vicente López     | 1 de octubre     | 13:00    |
| San Lorenzo           | 1 - 0     | Huracán                 | Nuevo Gasómetro             | 1 de octubre     | 15:30    |
| Banfield              | 1 - 1     | Godoy Cruz              | Florencio Sola              | 1 de octubre     | 18:00    |
| Arsenal               | 0 - 1     | Independiente           | El Viaducto                 | 1 de octubre     | 20:30    |
| Patronato             | 2 - 1     | Atlético Tucumán        | Presbítero Bartolomé Grella | 2 de octubre     | 15:30    |
| Boca Juniors          | 1 - 0     | Vélez Sarsfield         | La Bombonera                | 2 de octubre     | 18:00    |
| Talleres (C)          | 0 - 1     | Lanús                   | Mario Alberto Kempes        | 2 de octubre     | 18:30    |
| Argentinos Juniors    | 0 - 3     | River Plate             | Diego Armando Maradona      | 2 de octubre     | 20:45    |

| Fecha 23                | Fecha 23  | Fecha 23              | Fecha 23                   | Fecha 23     | Fecha 23 |
| Local                   | Resultado | Visitante             | Estadio                    | Fecha        | Hora     |
| ----------------------- | --------- | --------------------- | -------------------------- | ------------ | -------- |
| Rosario Central         | 1 - 1     | Unión                 | Gigante de Arroyito        | 3 de octubre | 20:00    |
| Aldosivi                | 2 - 0     | Barracas Central      | José María Minella         | 4 de octubre | 14:00    |
| Godoy Cruz              | 0 - 0     | San Lorenzo           | Malvinas Argentinas        | 4 de octubre | 16:30    |
| Newell's Old Boys       | 0 - 0     | Arsenal               | Marcelo Bielsa             | 4 de octubre | 16:30    |
| Sarmiento (J)           | 2 - 2     | Tigre                 | Eva Perón                  | 4 de octubre | 19:00    |
| Vélez Sarsfield         | 1 - 0     | Banfield              | José Amalfitani            | 4 de octubre | 21:30    |
| Colón                   | 1 - 0     | Patronato             | Brigadier Estanislao López | 5 de octubre | 16:30    |
| Defensa y Justicia      | 3 - 3     | Racing Club           | Norberto Tomaghello        | 5 de octubre | 19:00    |
| Atlético Tucumán        | 2 - 1     | Platense              | Monumental José Fierro     | 5 de octubre | 19:00    |
| Independiente           | 1 - 2     | Central Córdoba (SdE) | Libertadores de América    | 5 de octubre | 21:30    |
| River Plate             | 5 - 0     | Estudiantes (LP)      | Monumental                 | 5 de octubre | 21:30    |
| Huracán                 | 1 - 0     | Talleres (C)          | Tomás Adolfo Ducó          | 6 de octubre | 19:00    |
| Lanús                   | 0 - 4     | Argentinos Juniors    | Ciudad de Lanús            | 6 de octubre | 19:00    |
| Gimnasia y Esgrima (LP) | 1 - 2     | Boca Juniors          | Del Bosque                 | 6 de octubre | 21:30    |

| Fecha 24              | Fecha 24  | Fecha 24                | Fecha 24                    | Fecha 24      | Fecha 24 |
| Local                 | Resultado | Visitante               | Estadio                     | Fecha         | Hora     |
| --------------------- | --------- | ----------------------- | --------------------------- | ------------- | -------- |
| Barracas Central      | 1 - 1     | Sarmiento (J)           | Claudio Chiqui Tapia        | 8 de octubre  | 13:00    |
| San Lorenzo           | 1 - 0     | Vélez Sarsfield         | Nuevo Gasómetro             | 8 de octubre  | 16:00    |
| Unión                 | 1 - 0     | Arsenal                 | 15 de Abril                 | 8 de octubre  | 18:15    |
| Platense              | 1 - 2     | Colón                   | Ciudad de Vicente López     | 8 de octubre  | 20:30    |
| Tigre                 | 2 - 1     | Independiente           | Monumental de Victoria      | 9 de octubre  | 13:00    |
| Banfield              | 0 - 2     | Gimnasia y Esgrima (LP) | Florencio Sola              | 9 de octubre  | 15:30    |
| Talleres (C)          | 3 - 1     | Godoy Cruz              | Mario Alberto Kempes        | 9 de octubre  | 15:30    |
| Boca Juniors          | 2 - 1     | Aldosivi                | La Bombonera                | 9 de octubre  | 18:00    |
| Patronato             | 0 - 1     | River Plate             | Presbítero Bartolomé Grella | 9 de octubre  | 20:30    |
| Argentinos Juniors    | 1 - 1     | Huracán                 | Diego Armando Maradona      | 10 de octubre | 16:30    |
| Rosario Central       | 0 - 0     | Defensa y Justicia      | Gigante de Arroyito         | 10 de octubre | 16:30    |
| Estudiantes (LP)      | 3 - 1     | Lanús                   | Jorge Luis Hirschi          | 10 de octubre | 19:00    |
| Racing Club           | 2 - 0     | Atlético Tucumán        | El Cilindro                 | 10 de octubre | 19:00    |
| Central Córdoba (SdE) | 0 - 3     | Newell's Old Boys       | Único Madre de Ciudades     | 10 de octubre | 21:30    |

| Fecha 25                | Fecha 25  | Fecha 25              | Fecha 25                   | Fecha 25      | Fecha 25 |
| Local                   | Resultado | Visitante             | Estadio                    | Fecha         | Hora     |
| ----------------------- | --------- | --------------------- | -------------------------- | ------------- | -------- |
| Aldosivi                | 0 - 1     | Banfield              | José María Minella         | 12 de octubre | 14:00    |
| Sarmiento (J)           | 0 - 1     | Boca Juniors          | Eva Perón                  | 12 de octubre | 16:30    |
| Gimnasia y Esgrima (LP) | 0 - 1     | San Lorenzo           | Del Bosque                 | 12 de octubre | 16:30    |
| Independiente           | 2 - 2     | Barracas Central      | Libertadores de América    | 12 de octubre | 19:00    |
| River Plate             | 2 - 1     | Platense              | Monumental                 | 12 de octubre | 21:30    |
| Vélez Sarsfield         | 2 - 1     | Talleres (C)          | José Amalfitani            | 13 de octubre | 16:30    |
| Godoy Cruz              | 0 - 0     | Argentinos Juniors    | Malvinas Argentinas        | 13 de octubre | 19:00    |
| Lanús                   | 0 - 1     | Patronato             | Ciudad de Lanús            | 13 de octubre | 19:00    |
| Atlético Tucumán        | 1 - 1     | Rosario Central       | Monumental José Fierro     | 13 de octubre | 21:30    |
| Newell's Old Boys       | 0 - 2     | Tigre                 | Marcelo Bielsa             | 13 de octubre | 21:30    |
| Colón                   | 0 - 2     | Racing Club           | Brigadier Estanislao López | 14 de octubre | 16:30    |
| Huracán                 | 3 - 1     | Estudiantes (LP)      | Tomás Adolfo Ducó          | 14 de octubre | 19:00    |
| Defensa y Justicia      | 1 - 0     | Unión                 | Norberto Tomaghello        | 14 de octubre | 19:00    |
| Arsenal                 | 2 - 0     | Central Córdoba (SdE) | El Viaducto                | 14 de octubre | 21:30    |

| Fecha 26                | Fecha 26  | Fecha 26           | Fecha 26                   | Fecha 26      | Fecha 26 |
| Local                   | Resultado | Visitante          | Estadio                    | Fecha         | Hora     |
| ----------------------- | --------- | ------------------ | -------------------------- | ------------- | -------- |
| Aldosivi                | 1 - 3     | Talleres (C)       | José María Minella         | 16 de octubre | 13:00    |
| Newell's Old Boys       | 2 - 0     | Boca Juniors       | Marcelo Bielsa             | 16 de octubre | 15:30    |
| Independiente           | 1 - 0     | Banfield           | Libertadores de América    | 16 de octubre | 18:00    |
| Godoy Cruz              | 0 - 1     | Patronato          | Malvinas Argentinas        | 16 de octubre | 18:00    |
| River Plate             | 1 - 2     | Rosario Central    | Monumental                 | 16 de octubre | 20:30    |
| Arsenal                 | 1 - 2     | Barracas Central   | El Viaducto                | 17 de octubre | 14:00    |
| Gimnasia y Esgrima (LP) | 0 - 0     | Argentinos Juniors | Del Bosque                 | 17 de octubre | 15:00    |
| Vélez Sarsfield         | 4 - 0     | Estudiantes (LP)   | José Amalfitani            | 17 de octubre | 16:30    |
| Sarmiento (J)           | 2 - 4     | San Lorenzo        | Eva Perón                  | 17 de octubre | 21:30    |
| Atlético Tucumán        | 1 - 1     | Unión              | Monumental José Fierro     | 17 de octubre | 21:30    |
| Colón                   | 1 - 2     | Defensa y Justicia | Brigadier Estanislao López | 18 de octubre | 16:30    |
| Lanús                   | 0 - 1     | Racing Club        | Ciudad de Lanús            | 18 de octubre | 19:00    |
| Central Córdoba (SdE)   | 1 - 2     | Tigre              | Único Madre de Ciudades    | 18 de octubre | 21:30    |
| Huracán                 | 2 - 0     | Platense           | Tomás Adolfo Ducó          | 18 de octubre | 21:30    |

| Fecha 27           | Fecha 27  | Fecha 27                | Fecha 27                    | Fecha 27      | Fecha 27 |
| Local              | Resultado | Visitante               | Estadio                     | Fecha         | Hora     |
| ------------------ | --------- | ----------------------- | --------------------------- | ------------- | -------- |
| Unión              | 1 - 4     | Central Córdoba (SdE)   | 15 de Abril                 | 22 de octubre | 14:00    |
| Estudiantes (LP)   | 2 - 0     | Godoy Cruz              | Jorge Luis Hirschi          | 22 de octubre | 16:30    |
| San Lorenzo        | 3 - 0     | Aldosivi                | Nuevo Gasómetro             | 22 de octubre | 16:30    |
| Defensa y Justicia | 3 - 1     | Atlético Tucumán        | Norberto Tomaghello         | 22 de octubre | 16:30    |
| Argentinos Juniors | 2 - 0     | Vélez Sarsfield         | Diego Armando Maradona      | 22 de octubre | 19:30    |
| Banfield           | 0 - 0     | Sarmiento (J)           | Florencio Sola              | 23 de octubre | 12:00    |
| Talleres (C)       | 2 - 1     | Gimnasia y Esgrima (LP) | Mario Alberto Kempes        | 23 de octubre | 14:30    |
| Patronato          | 3 - 2     | Huracán                 | Presbítero Bartolomé Grella | 23 de octubre | 17:00    |
| Boca Juniors       | 2 - 2     | Independiente           | La Bombonera                | 23 de octubre | 17:00    |
| Racing Club        | 1 - 2     | River Plate             | El Cilindro                 | 23 de octubre | 17:00    |
| Barracas Central   | 1 - 1     | Newell's Old Boys       | Islas Malvinas              | 24 de octubre | 15:30    |
| Rosario Central    | 1 - 1     | Colón                   | Gigante de Arroyito         | 24 de octubre | 16:30    |
| Tigre              | 1 - 4     | Arsenal                 | Monumental de Victoria      | 24 de octubre | 20:30    |
| Platense           | 1 - 1     | Lanús                   | Ciudad de Vicente López     | 25 de octubre | 20:00    |

| 1. 2. 3. 4. 5. 6. 7. |

## Tabla de promedios
Incluyó las temporadas 2019-20, 2021 y 2022.
| Pos. | Equipo                  | Promedio | 2019-20 | 2021 | 2022 | Total | PJ  |
| ---- | ----------------------- | -------- | ------- | ---- | ---- | ----- | --- |
| 1.º  | River Plate             | 1,922    | 47      | 75   | 76   | 198   | 103 |
| 2.º  | Boca Juniors            | 1,873    | 51      | 63   | 79   | 193   | 103 |
| 3.º  | Racing Club             | 1,699    | 42      | 53   | 80   | 175   | 103 |
| 4.º  | Defensa y Justicia      | 1,582    | 39      | 59   | 65   | 163   | 103 |
| 5.º  | Argentinos Juniors      | 1,553    | 42      | 51   | 67   | 160   | 103 |
| 6.º  | Tigre                   | 1,536    | -       | -    | 63   | 63    | 41  |
| 7.º  | Vélez Sarsfield         | 1,504    | 39      | 70   | 43   | 155   | 103 |
| 8.º  | Estudiantes (LP)        | 1,475    | 30      | 61   | 61   | 152   | 103 |
| 9.º  | Talleres (C)            | 1,446    | 37      | 66   | 43   | 149   | 103 |
| 10.º | San Lorenzo             | 1,407    | 39      | 48   | 58   | 145   | 103 |
| 11.º | Independiente           | 1,368    | 32      | 58   | 51   | 141   | 103 |
| 12.º | Gimnasia y Esgrima (LP) | 1,359    | 24      | 51   | 65   | 140   | 103 |
| 12.º | Newell's Old Boys       | 1,359    | 38      | 39   | 63   | 140   | 103 |
| 14.º | Huracán                 | 1,339    | 22      | 51   | 65   | 138   | 103 |
| 15.º | Barracas Central        | 1,292    | -       | -    | 53   | 53    | 41  |
| 16.º | Rosario Central         | 1,281    | 36      | 50   | 46   | 132   | 103 |
| 17.º | Colón                   | 1,262    | 21      | 64   | 45   | 130   | 103 |
| 17.º | Unión                   | 1,262    | 28      | 53   | 49   | 130   | 103 |
| 19.º | Atlético Tucumán        | 1,252    | 32      | 40   | 57   | 129   | 103 |
| 20.º | Lanús                   | 1,242    | 36      | 56   | 35   | 128   | 103 |
| 21.º | Banfield                | 1,194    | 27      | 47   | 49   | 123   | 103 |
| 22.º | Central Córdoba (SdE)   | 1,145    | 26      | 43   | 49   | 118   | 103 |
| 23.º | Sarmiento (J)           | 1,126    | -       | 36   | 53   | 89    | 79  |
| 24.º | Godoy Cruz              | 1,116    | 18      | 46   | 51   | 115   | 103 |
| 24.º | Arsenal                 | 1,116    | 35      | 33   | 47   | 115   | 103 |
| 26.º | Platense                | 1,101    | -       | 45   | 42   | 87    | 79  |
| 27.º | Patronato               | 1,067    | 23      | 37   | 50   | 110   | 103 |
| 28.° | Aldosivi                | 0,990    | 22      | 44   | 36   | 102   | 103 |

|  | Descendieron a la Primera Nacional. |

## Tabla anual de la temporada 2022
Se confeccionó con la sumatoria de puntos de los dos torneos de la temporada 2022: la fase de zonas de la Copa de La Liga y esta competición. Se utilizó para la clasificación a la Copa Libertadores y a la Copa Sudamericana de 2023, así como también para la Supercopa Internacional 2022.
| Pos. | Equipo                  | Pts. | PJ | PG | PE | PP | GF | GC | Dif. |
| ---- | ----------------------- | ---- | -- | -- | -- | -- | -- | -- | ---- |
| 1.º  | Racing Club             | 80   | 41 | 22 | 14 | 5  | 66 | 34 | 32   |
| 2.º  | Boca Juniors            | 79   | 41 | 23 | 10 | 8  | 53 | 39 | 14   |
| 3.º  | River Plate             | 76   | 41 | 23 | 7  | 11 | 74 | 34 | 40   |
| 4.º  | Argentinos Juniors      | 67   | 41 | 19 | 10 | 12 | 54 | 40 | 14   |
| 5.º  | Huracán                 | 65   | 41 | 17 | 14 | 10 | 52 | 40 | 12   |
| 6.º  | Gimnasia y Esgrima (LP) | 65   | 41 | 18 | 11 | 12 | 50 | 38 | 12   |
| 7.º  | Defensa y Justicia      | 65   | 41 | 17 | 14 | 10 | 55 | 46 | 9    |
| 8.º  | Tigre                   | 63   | 41 | 16 | 15 | 10 | 58 | 44 | 14   |
| 9.º  | Newell's Old Boys       | 63   | 41 | 18 | 9  | 14 | 43 | 37 | 6    |
| 10.º | Estudiantes (LP)        | 61   | 41 | 17 | 10 | 14 | 61 | 60 | 1    |
| 11.º | San Lorenzo             | 58   | 41 | 13 | 19 | 9  | 48 | 40 | 8    |
| 12.º | Atlético Tucumán        | 57   | 41 | 14 | 15 | 12 | 45 | 45 | 0    |
| 13.º | Sarmiento (J)           | 53   | 41 | 14 | 11 | 16 | 44 | 56 | −12  |
| 14.º | Barracas Central        | 53   | 41 | 14 | 11 | 16 | 48 | 61 | −13  |
| 15.º | Independiente           | 51   | 41 | 12 | 15 | 14 | 48 | 49 | −1   |
| 16.º | Godoy Cruz              | 51   | 41 | 12 | 15 | 14 | 46 | 53 | −7   |
| 17.º | Patronato               | 50   | 41 | 14 | 8  | 19 | 41 | 52 | −11  |
| 18.º | Banfield                | 49   | 41 | 12 | 13 | 16 | 41 | 44 | −3   |
| 19.º | Central Córdoba (SdE)   | 49   | 41 | 13 | 10 | 18 | 51 | 60 | −9   |
| 20.º | Unión                   | 49   | 41 | 13 | 10 | 18 | 39 | 49 | −10  |
| 21.º | Arsenal                 | 47   | 41 | 9  | 20 | 12 | 48 | 48 | 0    |
| 22.º | Vélez Sarsfield         | 46   | 41 | 10 | 16 | 15 | 43 | 45 | −2   |
| 23.º | Rosario Central         | 46   | 41 | 11 | 13 | 17 | 40 | 48 | −8   |
| 24.º | Talleres (C)            | 46   | 41 | 12 | 10 | 19 | 37 | 47 | −10  |
| 25.º | Colón                   | 45   | 41 | 10 | 15 | 16 | 42 | 55 | −13  |
| 26.º | Platense                | 42   | 41 | 9  | 15 | 17 | 35 | 48 | −13  |
| 27.º | Lanús                   | 36   | 41 | 8  | 12 | 21 | 39 | 59 | −20  |
| 28.º | Aldosivi                | 36   | 41 | 10 | 6  | 25 | 33 | 64 | −31  |

|  | Clasificado a la Supercopa Internacional 2022 y a la Copa Libertadores 2023. |
|  | Clasificado a la Supercopa Internacional 2022.                               |
|  | Clasificados a la Copa Libertadores 2023.                                    |
|  | Clasificados a la Copa Sudamericana 2023.                                    |

| 1. 2. |

## Clasificados a las competencias internacionales

### Copa Libertadores
Argentina tiene 6 cupos en la Copa Libertadores 2023, 5 de ellos a la fase de grupos y el sexto cupo a la Fase 2:
- Argentina 1: Boca Juniors, campeón del torneo y de la Copa de la Liga 2022.
- Argentina 2: Racing Club, el primer ubicado en la tabla anual, excluidos los clasificados como campeones.
- Argentina 3: Patronato, campeón de la Copa Argentina 2022.
- Argentina 4: River Plate, el segundo ubicado en la tabla general de la temporada 2022.
- Argentina 5: Argentinos Juniors, el tercer ubicado.
- Argentina 6: Huracán, el cuarto ubicado.

### Copa Sudamericana
Los 6 cupos asignados en la Copa Sudamericana 2023 son:
- Argentina 1: Gimnasia y Esgrima (LP), el primer ubicado en la Tabla anual, luego de los clasificados a la Copa Libertadores 2023.
- Argentina 2: Defensa y Justicia, el segundo ubicado.
- Argentina 3: Tigre, el tercer ubicado.
- Argentina 4: Newell's Old Boys, el cuarto ubicado.
- Argentina 5: Estudiantes (LP), el quinto ubicado.
- Argentina 6: San Lorenzo, el sexto ubicado.

## Descensos y ascensos
Al finalizar la temporada, se produjeron los descensos de Aldosivi y Patronato, que ocuparon los dos últimos puestos en la tabla de promedios. A la vez, ascendieron Belgrano, como campeón del campeonato 2022 de la Primera Nacional, e Instituto, como ganador del torneo reducido.

## Goleadores
| Jugador          | Equipo                | Goles | Jugada | Cabeza | T. libre | Penal | PJ |
| ---------------- | --------------------- | ----- | ------ | ------ | -------- | ----- | -- |
| Mateo Retegui    | Tigre                 | 19    | 8      | 5      | 0        | 6     | 27 |
| Franco Cristaldo | Huracán               | 14    | 4      | 2      | 0        | 8     | 27 |
| Enzo Copetti     | Racing Club           | 11    | 6      | 5      | 0        | 0     | 25 |
| Adam Bareiro     | San Lorenzo           | 10    | 5      | 2      | 0        | 3     | 26 |
| Renzo López      | Central Córdoba (SdE) | 9     | 6      | 3      | 0        | 0     | 17 |
| Miguel Borja     | River Plate           | 9     | 7      | 2      | 0        | 0     | 18 |

Fuente: Estadísticas-AFA

## Entrenadores
| Listado de entrenadores | Listado de entrenadores                             | Listado de entrenadores  |
| Equipo | Entrenador                                          | Fechas                   |
| --- | --------------------------------------------------- | ------------------------ |
| Aldosivi | Favio Fernández (interino)                          | 1.ª                      |
| Aldosivi | Diego Villar (interino)                             | 2.ª a 5.ª                |
| Aldosivi | Leandro Somoza                                      | 6.ª a 20.ª               |
| Aldosivi | Diego Villar (interino)                             | 21.ª a 27.ª              |
| Argentinos Juniors | Gabriel Milito                                      | 1.ª a 27.ª               |
| Arsenal | Leonardo Madelón                                    | 1.ª a 27.ª               |
| Atlético Tucumán | Lucas Pusineri                                      | 1.ª a 27.ª               |
| Banfield | Claudio Vivas                                       | 1.ª a 23.ª               |
| Banfield | Cristian Vella (interino)                           | 24.ª                     |
| Banfield | Javier Sanguinetti                                  | 25.ª a 27.ª              |
| Barracas Central | Alfredo Berti                                       | 1.ª a 9.ª                |
| Barracas Central | Sergio Ramos (interino)                             | 10.ª a 13.ª              |
| Barracas Central | Rodolfo de Paoli Alejandro Milano                   | 14.ª a 27.ª              |
| Boca Juniors | Sebastián Battaglia                                 | 1.ª a 6.ª                |
| Boca Juniors | Hugo Ibarra                                         | 7.ª a 27.ª               |
| Central Córdoba (SdE) | Sergio Rondina                                      | 1.ª a 6.ª                |
| Central Córdoba (SdE) | Adrián Adrover (interino)                           | 7.ª a 9.ª                |
| Central Córdoba (SdE) | Abel Balbo                                          | 10.ª a 27.ª              |
| Colón | Julio César Falcioni                                | 1.ª a 6.ª                |
| Colón | Adrián Marini (interino)                            | 7.ª                      |
| Colón | Sergio Rondina                                      | 8.ª a 14.ª               |
| Colón | Adrián Marini (interino)                            | 15.ª a 21.ª              |
| Colón | Marcelo Saralegui (interino)                        | 22.ª a 27.ª              |
| Defensa y Justicia | Sebastián Beccacece                                 | 1.ª a 18.ª               |
| Defensa y Justicia | Nicolás Diez (interino) Guillermo Marino (interino) | 19.ª y 20.ª              |
| Defensa y Justicia | Julio Vaccari                                       | 21.ª a 27.ª              |
| Estudiantes (LP) | Ricardo Zielinski                                   | 1.ª a 22.ª               |
| Estudiantes (LP) | Pablo Quatrocchi (interino)                         | 23.ª a 27.ª              |
| Gimnasia y Esgrima (LP) | Néstor Gorosito                                     | 1.ª a 27.ª               |
| Godoy Cruz | Sergio Gómez Favio Orsi                             | 1.ª a 27.ª               |
| Huracán | Diego Dabove                                        | 1.ª a 27.ª               |
| Independiente | Eduardo Domínguez                                   | 1.ª a 7.ª                |
| Independiente | Claudio Graf (interino)                             | 8.ª a 10.ª               |
| Independiente | Juan José Serrizuela (interino)                     | 11.ª                     |
| Independiente | Julio César Falcioni                                | 12.ª a 27.ª              |
| Lanús | Jorge Almirón                                       | 1.ª a 6.ª                |
| Lanús | Rodrigo Acosta (interino)                           | 7.ª a 10.ª               |
| Lanús | Frank Darío Kudelka                                 | 11.ª a 27.ª              |
| Newell's Old Boys | Javier Sanguinetti                                  | 1.ª a 16.ª               |
| Newell's Old Boys | Gustavo Tognarelli (interino)                       | 17.ª                     |
| Newell's Old Boys | Adrián Coria (interino)                             | 18.ª a 27.ª              |
| Patronato | Facundo Sava                                        | 1.ª a 27.ª               |
| Platense | Omar De Felippe                                     | 1.ª a 27.ª               |
| Racing Club | Fernando Gago                                       | 1.ª a 27.ª               |
| River Plate | Marcelo Gallardo                                    | 1.ª a 27.ª               |
| Rosario Central | Leandro Somoza                                      | 1.ª y 2.ª                |
| Rosario Central | Germán Rivarola (interino)                          | 3.ª y 4.ª                |
| Rosario Central | Carlos Tévez                                        | 5.ª a 27.ª               |
| San Lorenzo | Rubén Darío Insúa                                   | 1.ª a 27.ª               |
| Sarmiento (J) | Israel Damonte                                      | 1.ª a 27.ª               |
| Talleres (C) | Pedro Caixinha                                      | 1.ª a 10.ª y 12.ª a 17.ª |
| Talleres (C) | Javier Gandolfi (interino)                          | 11.ª y 18.ª a 27.ª       |
| Tigre | Diego Martínez                                      | 1.ª a 27.ª               |
| Unión | Gustavo Munúa                                       | 1.ª a 27.ª               |
| Vélez Sarsfield | Alexander Medina                                    | 1.ª a 27.ª               |
| 1. 2. 3. 4. 5. 6. 7. 8. 9. 10. 11. 12. 13. 14. 15. 16. 17. 18. 19. 20. 21. 22. 23. 24. 25. 26. 27. 28. 29. 30. 31. 32. 33. 34. 35. 36. 37. 38. 39. 40. 41. 42. 43. 44. 45. 46. 47. |                                                     |                          |